# Voľa
Voľa – wieś (obec) na Słowacji położona w kraju koszyckim, w powiecie Michalovce. Pierwsze wzmianki o miejscowości pochodzą z roku 1357. 
Według danych z dnia 31 grudnia 2012, wieś zamieszkiwały 272 osoby, w tym 141 kobiet i 131 mężczyzn.
W 2001 roku rozkład populacji względem narodowości i przynależności etnicznej wyglądał następująco:
- Słowacy – 98,35%
- Czesi – 0,41%
- Morawianie – 0,41%
- Ukraińcy – 0,83%

Ze względu na wyznawaną religię struktura mieszkańców kształtowała się w 2001 roku następująco:
- Katolicy rzymscy – 37,6%
- Grekokatolicy – 60,33%
- Prawosławni – 0,41%
- Ateiści – 1,24%